# ريتشي توماس
ريتشي توماس (بالإنجليزية: Richie Thomas)‏ (18 يونيو 1942 في المملكة المتحدة - ) هو لاعب كريكت بريطاني. لعب مع نادي مقاطعة غلاموركن للكريكت ‏.